# Crușovița, Caraș-Severin
Crușovița este un sat în comuna Sichevița din județul Caraș-Severin, Banat, România.